# Lista chorążych reprezentacji Sudanu na igrzyskach olimpijskich
Lista chorążych reprezentacji Sudanu na igrzyskach olimpijskich – lista zawodników i zawodniczek reprezentacji Sudanu, którzy podczas ceremonii otwarcia nowożytnych igrzysk olimpijskich nieśli flagę Sudanu.

## Chronologiczna lista chorążych
| Lp. | Rok i miejsce     | Chorąży                    | Dyscyplina    |
| --- | ----------------- | -------------------------- | ------------- |
| 1   | 1960, Rzym        | b.d.                       |               |
| 2   | 1968, Meksyk      | b.d.                       |               |
| 3   | 1972, Monachium   | Abdel Wahab Abdullah Salih | Boks          |
| 4   | 1984, Los Angeles | Abdul Al-Lalif             |               |
| 5   | 1988, Seul        | Omer Khalifa               | Lekkoatletyka |
| 6   | 1992, Barcelona   | b.d.                       |               |
| 7   | 1996, Atlanta     | Mahmoud Musa Abdullah      |               |
| 8   | 2000, Sydney      | Mahmoud Kieno              |               |
| 9   | 2004, Ateny       | Todd Matthews Jouda        | Lekkoatletyka |
| 10  | 2008, Pekin       | Abubaker Kaki Khamis       | Lekkoatletyka |
| 11  | 2012, Londyn      | Ismail Ahmed Ismail        | Lekkoatletyka |
| 12  | 2016, Rio         | Abdalla Yousif             | Lekkoatletyka |
| 13  | 2020, Tokio       | Esraa Khogali              | Wioślarstwo   |
| 13  | 2020, Tokio       | Abobakr Abass              | Pływanie      |